# شيلتون باول
شيلتون باول (10 يونيو 1988 بكلكتا في الهند - ) هو لاعب كرة قدم هندي في مركز حراسة المرمى. لعب مع نادي تشينايين ونادي موهون باغان ونادي كيرلا بلاستيرز.

## وصلات خارجية
- شيلتون باول على موقع قاعدة بيانات كرة القدم.إي يو (الإنجليزية)
- شيلتون باول على موقع Soccerway.com (الإنجليزية)